# イグナス・ゲルブ
イグナス・ジェイ・ゲルブ (Ignace Jay Gelb, 1907年10月14日 – 1985年12月22日)は、ポーランド出身のアメリカ合衆国の古代史学者、アッシリア学者で、文字の科学的な研究のパイオニアとして知られる。

## 来歴
オーストリア＝ハンガリー帝国時代のタルヌフ（現在はポーランド）に生まれ、1929年にローマ・ラ・サピエンツァ大学でPh.D.を取得した。その後、シカゴ大学へと移り、亡くなるまでアッシリア学の教授を務めた。
ゲルブ以前にも言語学者による文字の研究が何世紀にもわたって積み重ねられてきたが、文字の研究を科学的に行ったのはゲルブが最初であると考えられている。文字の研究をグラマトロジーという用語で呼んだのも彼が最初である。1952年に出版された著書A Study of Writingの中でゲルブは、文字体系は表語文字から音節文字を経てアルファベットに至る、という具合に、直線的に進化すると唱えた。このような歴史的な類型論に対しては、単純化が過ぎる、データをモデルに強引に適合させ、例外を無視しているのではないか、という批判がなされてきた。近年、文字の類型についてはピーター・ダニエルズらによって進展をみているが、異なる文字のどうしの特性の違いに関するゲルブの厳密な研究は先駆的で革新的であったと評価されている。ゲルブはマヤ文字に言語を記述する能力がないと考えていたが、現在ではマヤ文書の解読によってそうではないことが証明されている。
アッシリア学におけるゲルブの研究は、アッカド語文書の編纂、出版と、古代アッカド語の文法研究、辞典の編纂などであった。彼は1947年にChicago Assyrian Dictionary Projectに参加し、亡くなるまでプロジェクトのエディターとして活動した。これ以外にも、メソポタミアにおける土地の保有権と売買に関する研究、度量衡に関する研究、その他経済史、社会史方面の研究などにおいて、重要な貢献をしている。
ゲルブはアメリカ芸術科学アカデミーのフェローであり、またアッカデーミア・デイ・リンチェイのメンバーでもあった。1975年には名門en:American Philosophical Societyのメンバーに選出されている。また、1965年から1966年にかけて、en:American Oriental Societyの会長を務めた。